# Pierre Ponthier

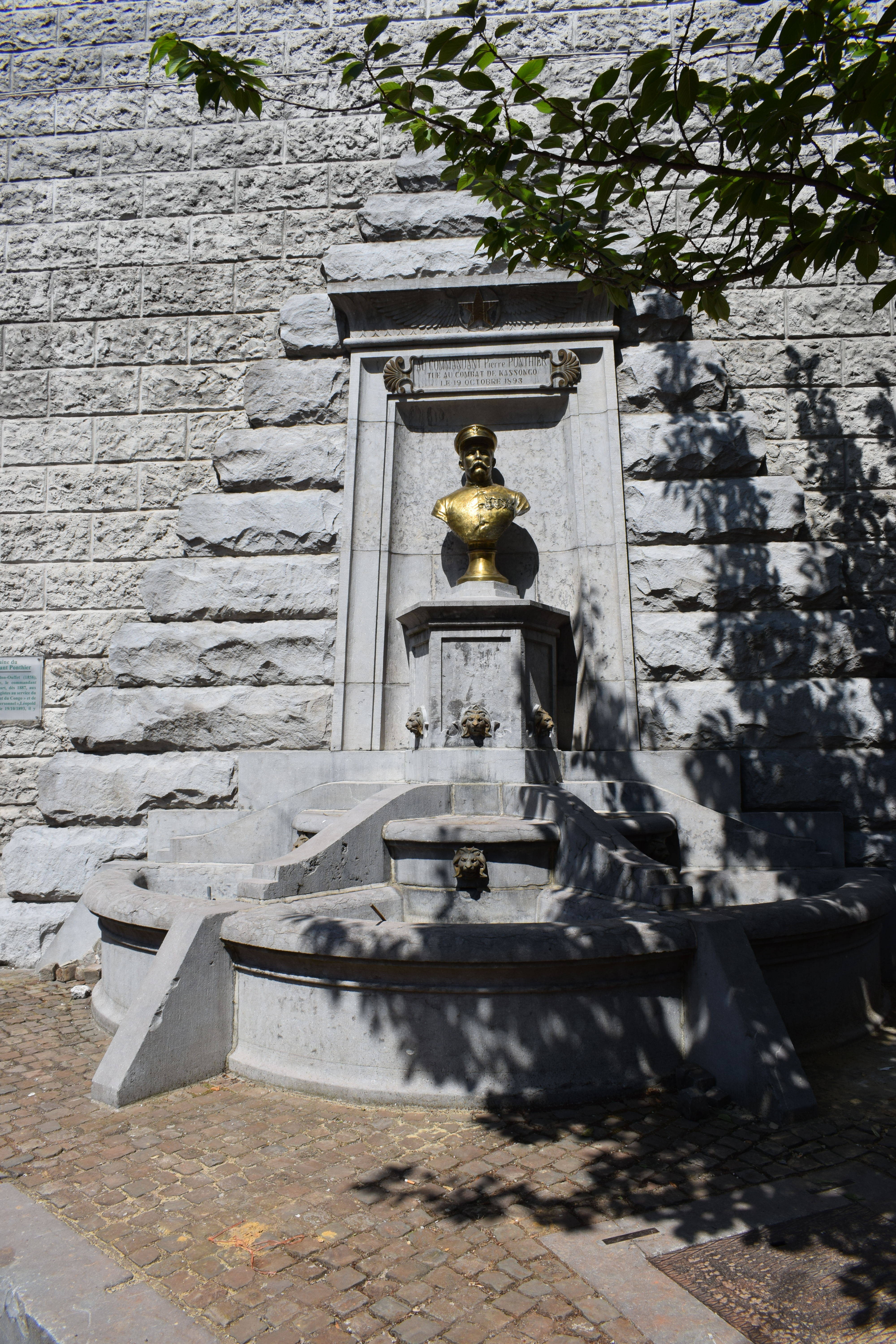
Borstbeeld van Pierre Ponthier (Marche-en-Famenne)

Pierre-Joseph Ponthier (Ouffet, 1858 - Kasongo, 1893) was een Belgische officier actief bij het leger van de Onafhankelijke Congostaat. Hij stierf tijdens de veldtochten van de Onafhankelijke Congostaat tegen de Arabo-Swahili.

## Biografie
Ponthier maakte carrière in het Belgisch leger. Het was vrijwilliger voor de strijdkrachten van de Onafhankelijke Congostaat en vertrok op 19 maar 1887 uit België. Hij werd benoemd tot kapitein van de Force publique. In 1889 verdedigde hij met een detachement van honderd man succesvol Basoko tegen een overmacht van de Arabo-Swahili.
In maart 1890 reisde hij terug naar België maar in augustus van dat jaar keerde hij al terug naar Congo samen met Soedanese soldaten die in Egypte waren gerekruteerd voor de Force publique. Hij werd onder het commando van Willem Frans Van Kerckhoven gesteld om de Arabo-Swahili te verjagen uit Haut-Uele. In september 1891 leidde hij detachement van 200 soldaten van Leopoldstad naar Bumba. Voorbij Bumba werd zijn detachement aangevallen, waarbij er aan de kant van de Force publique 73 doden vielen. Hierop trokken Ponthier en zijn mannen zich terug op Bumba. Hij kreeg versterking van een detachement geleid door Adhémar Daenen en samen vielen ze een kamp van de  Arabo-Swahili aan. In september 1892 moest Ponthier door een voetblessure terugkeren naar België. In maart 1893 keerde hij genezen terug naar Congo. Hij was in Stanley Falls samen met Hubert Lothaire toen dat in mei 1893 werd aangevallen door de  Arabo-Swahili. De aanval werd afgeslagen en onder bevel van Lothaire vertrok hij met een legermacht van 300 man om de  Arabo-Swahili te verjagen. Ze vervoegden het leger van Francis Dhanis dat strijd leverde met de  Arabo-Swahili van Rumaliza. Bij deze gevechten werd hij geraakt door een kogel in de benen. Een week later overleed hij.
In de Belgische geschiedschrijving wordt hij herinnerd voor zijn bijdrage aan de "antislavernijstrijd" in Congo. 

## Erkenning
- De stad Ubundu droeg in de koloniale tijd zijn naam: Ponthierville of Ponthierstad.
- In Etterbeek is de Kommandant Ponthierstraat naar Pierre Ponthier vernoemd[2]